# Ayaka Yamashita
Ayaka Yamashita (山下 杏也加, Yamashita Ayaka, Adachi, 29 september 1995) is een Japans voetbalster die als doelvrouw speelt bij Nippon TV Beleza.

## Carrière

### Clubcarrière
Yamashita begon haar carrière in 2014 bij Nippon TV Beleza. Met deze club werd zij in 2015, 2016, 2017 en 2018 kampioen van Japan.

### Interlandcarrière
Yamashita maakte op 4 augustus 2015 haar debuut in het Japans vrouwenvoetbalelftal tijdens een wedstrijd tegen Zuid-Korea. Zij nam met het Japans elftal deel aan het Aziatisch kampioenschap 2018 en de Aziatische Spelen 2018. Japan behaalde goud op het Aziatisch kampioenschap en de Aziatische Spelen. Ze heeft 26 interlands voor het Japanse elftal gespeeld.

## Statistieken
| Japans vrouwenvoetbalelftal | Japans vrouwenvoetbalelftal | Japans vrouwenvoetbalelftal |
| Jaar                        | Wed.                        | Dlp.                        |
| --------------------------- | --------------------------- | --------------------------- |
| 2015                        | 3                           | 0                           |
| 2016                        | 3                           | 0                           |
| 2017                        | 5                           | 0                           |
| 2018                        | 14                          | 0                           |
| 2019                        | 10                          | 0                           |
| Totaal                      | 35                          | 0                           |